# جمیل لطف‌الله نسبی
جمیل لطف‌الله نسبی (زاده ۹ تیر ۱۳۴۶ در سنندج) سرمربی تیم ملی تنیس روی میز ایران در رده بزرگسالان است و سابقه سرمربیگری تیم‌های ملی نوجوانان و بزرگسالان و تیم ملی ناشنوایان ایران را نیز داشته‌است. او در بازی‌های آسیایی ۲۰۱۸ جاکارتا اندونزی سرمربی تیم ملی تنیس روی میز ایران بوده و تیم ملی تنیس روی میز ایران با هدایت او در بخش تیمی در مرحله یک چهارم نهایی مغلوب تیم چین تایپه شد اما در بخش انفرادی نوشاد عالمیان پس از پیروزی بر بازیکن هنگ کنگی با رنکینگ ۱۰ دنیا موفق به کسب مدال برنز آسیا شد. این مدال تاریخی تنیس روی میز ایران پس از گذشت ۵۲ سال انتظار در بازی‌های آسیایی و در بخش انفرادی و با سرمربیگری او به دست آمد.

## سوابق و افتخارات
- او سرمربی تیم ملی تنیس روی میز بزرگسالان ایران در رقابت‌های قهرمانی آسیا و قهرمانی جهان و المپیک بزرگسالان بوده‌است و در بازی‌های المپیک ۲۰۱۶ برزیل نوشاد و نیما عالمیان نمایندگان کشورمان در المپیک بودند[۵] که با هدایت او به عنوان سرمربی در این رقابت‌ها حاضر بودند این نخستین بار بوده‌است که دو بازیکن مرد کشورمان در المپیک حضور داشتند که هدایت آنها بعهده جمیل لطف‌الله نسبی بود.[۶]
- او سرمربی تیم ملی بزرگسالان ایران در رقابتهای المپیک ۲۰۲۰ ژاپن بوده و پس از کسب سهمیه المپیک در منطقه آسیای میانه هدایت نیما عالمیان را در این رقابتها برعهده داشت.[۷]
- او سرمربی تیم ملی تنیس روی میز ایران در چندین دوره مسابقات جهانی بوده و در پنجاه و چهارمین دوره رقابت‌های جام جهانی تنیس روی میز تیم ملی تنیس روی میز بزرگسالان ایران برای نخستین بار در تاریخ تنیس روی میز ایران در رقابت‌های تیمی قهرمانی جهان ۲۰۱۸ هالمستاد سوئد با کسب رتبه دوم تیمی دسته دو جهان موفق به صعود به رقابت‌های دسته یک جهان شد. این صعود تاریخی نخستین صعود ایران به دسته یک جهانی بوده‌است که پس از پیروزی بر اوکراین و با هدایت او به دست آمد. او نخستین و تنها مربی ایرانی است که موفق شده‌است تیم ملی بزرگسالان ایران را به دسته یک جام جهانی ارتقا داده و جزو ۲۴ تیم برتر دنیا قرار گیرد. این عملکرد بهترین نتیجه تاریخ تنیس روی میز ایران در رقابت‌های تنیس روی میز جام جهانی بزرگسالان بوده‌است[۸]
- او بعنوان سرمربی در مسابقات بازی های آسیایی ۲۰۲۲ هانگژو چین هدایت تیم ملی ایران را عهده دار بوده و پس از پیروزی سه بر صفر مقابل ژاپن موفق به کسب عنوان سومی رقابتها شدند. این افتخار تاریخی برای دومین بار در تاریخ تنیس روی میز ایران و پس از ٦٥ سال به وقوع پیوست.  در این مسابقات تیم ایران با هدایت جمیل لطف الله نسبی ضمن یک پیروزی مقتدرانه مقابل تیم ملی ژاپن تحسین حاضرین و تماشاگران چینی حاضر در رقابتها را برانگیخت. همچنین در این رقابتها تیم دوبل برادران عالمیان با هدایت جمیل لطف الله نسبی موفق به کسب عنوان سومی آسیا شدند.[۹]
- او سابقه سرمربیگری در کشور عراق را نیز دارد و علاوه بر ترجمه کتاب سطح یک مربیگری فدراسیون جهانی[۱۰] که اولین کتاب رسمی فدراسیون جهانی است مدرس بین‌المللی[۱۱] و رسمی فدراسیون جهانی تنیس روی میز نیز می‌باشد و هم‌اکنون بعنوان مدرس در کشورهای مختلف دنیا مشغول به آموزش تنیس روی میز است.[۱۲]